# Mordella violacescens
Mordella violacescens là một loài bọ cánh cứng trong họ Mordellidae. Loài này được Phillipi miêu tả khoa học năm 1864.